# 蔣資
蒋资（？—？），广东化州人。明朝政治人物、进士。
洪武二十七年，其中进士二甲第十名。后任郎中，永乐年间，因上书进谏，朱棣大怒并捉拿蒋资，其绝食三日不死。后充军，其仍然上疏进谏，朱棣赞赏其忠诚，召还。后担任济宁知州，后升为参议。其品行廉洁，深得百姓爱戴。